# Мартюшева, Анна Дмитриевна
Анна Дмитриевна Мартюшева (26.05.1928 — 10.04.1995) — раскройщица Свердловского производственного объединения «Уралобувь» Министерства лёгкой промышленности РСФСР, Герой Социалистического Труда (05.04.1971).

## Биография
Работала на Свердловской обувной фабрике (с 1964 г. — производственное объединение «Уралобувь»).
В 1965 г. вместе с Героем Социалистического Труда А. С. Сыромятниковой стала инициатором движения по рациональной организации труда, экономному расходованию кожи и вспомогательных материалов.
По итогам выполнения семилетнего плана награждена орденом Ленина (1966).
Выполнила задание восьмой пятилетки за 3,5 года и сэкономила столько кожи, из которой выпущено дополнительно почти 50 тысяч пар модельной обуви. Указом Президиума Верховного Совета СССР от 5 апреля 1971 года «за выдающиеся успехи в досрочном выполнении заданий пятилетнего плана и большой творческий вклад в развитие производства тканей, трикотажа, обуви, швейных изделий и другой продукции легкой промышленности» удостоена звания Героя Социалистического Труда с вручением ордена Ленина и золотой медали «Серп и Молот».
Заслуженный наставник молодежи РСФСР (1982).
Делегат 24-го съезда КПСС.
Мать троих детей.
Умерла в Екатеринбурге 10 апреля 1995 года, похоронена на Лесном кладбище.